# Bataille de Tall Hamis (2015)
Pour les articles homonymes, voir Bataille de Tall Hamis.
Guerre civile syrienne
Batailles
La deuxième bataille de Tall Hamis se déroule lors de la guerre civile syrienne. Elle débute le 21 février 2015, par une offensive des forces kurdes des YPG visant à prendre la ville de Tall Hamis à l'État islamique. Tall Hamis est conquise le 27 février, suivie par Tell Brak le 28. L'opération s'achève le 9 mars 2015.

## Déroulement

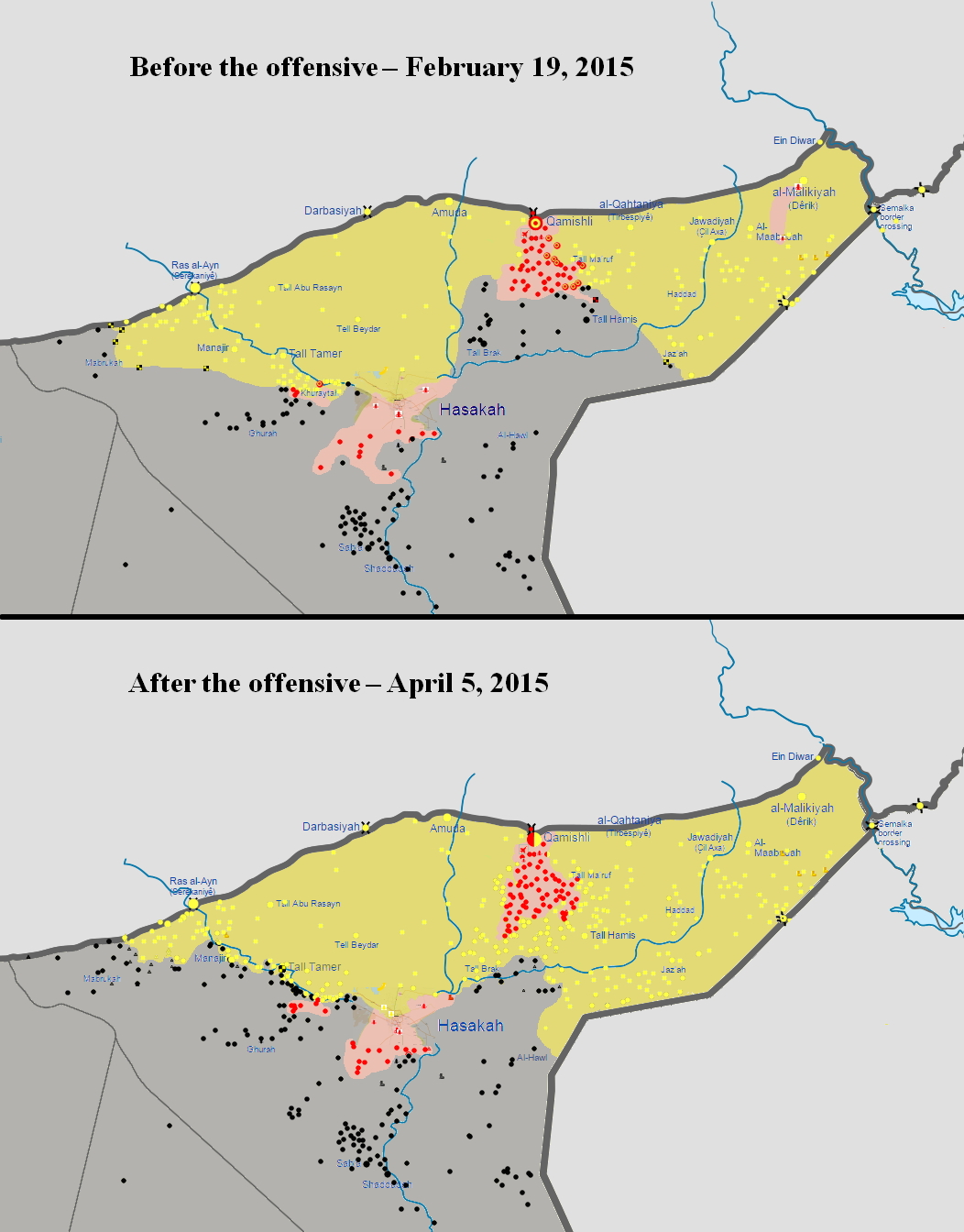
Changements territoriaux dans le gouvernorat de Hassaké entre le 19 février et le 5 avril 2015. Progression de l'État islamique à l'ouest de la ville de Hassaké (bataille de Tall Tamer) et progression kurde à l'est de cette même ville (bataille de Tall Hamis).
Territoire contrôlé par le gouvernement syrien
Territoire contrôlé par l'État islamique
Territoire contrôlé par les YPG et leurs alliés

Le soir du 21 février 2015, les Unités de protection du peuple (YPG) et l'Armée Al-Sanadid, lancent une offensive avec le soutien de la coalition pour tenter de prendre la ville de Tall Hamis, théâtre d'une première bataille une année plus tôt,,,. Dans les premières heures, ils parviennent à avancer, abattent au moins douze djihadistes et s'emparent d'une vingtaine villages, fermes et hameaux,,. La coalition internationale menée par les États-Unis mène quant à elle plusieurs frappes aériennes,,,.
Selon l'Observatoire syrien des droits de l'homme (OSDH), entre le 21 et le 24 février au moins 132 djihadistes sont tués dans les environs de Tall Hamis et de Jazah par les combats et les frappes aériennes,. Au 24 février les YPG occupent 80 villages.
Le 25 février, les YPG coupent l'axe reliant Tall Hamis à al-Hol.
Le 27 février, après avoir pris 103 villages, les YPG entrent dans Tall Hamis et s'en emparent rapidement après quelques combats dans le sud-ouest de la ville,,,. Le même jour, les YPG entrent également dans la localité de Tell Brak, à une trentaine de kilomètres à l'ouest de Tall Hamis, qui est conquise le 28 au terme de combats qui auront fait un tué et 10 blessés chez les Kurdes contre 30 morts pour l'EI,.
Les YPG achèvent leur offensive dans la région de Tall Hamis et de Tall Brak le 9 mars et revendiquent à l'issue des combats la prise de 390 villages et de 2 940 kilomètres carrés de territoires,,.

## Pertes
Selon l'Observatoire syrien des droits de l'homme (OSDH), au moins 30 combattants kurdes et 175 djihadistes sont tués entre le 21 et le 27 février. Luc Mathieu, reporter de Libération, indique également que d'après des sources kurdes 30 djihadistes sont morts à Tell Brak les 27 et 28 février. Selon des sources kurdes de ARA News (en), onze combattants kurdes sont encore tués entre le 5 et le 7 mars dans la région de Tall Hamis.
Le 11 mars, les YPG déclarent pour leur part qu'en 17 jours d'opérations, 245 djihadistes de l'État islamique ont été tués et précisent que 134 dépouilles sont en leur possession,. Les YPG affirment également avoir fait cinq prisonniers et s'être emparé d'un char, de trois blindés, de cinq véhicules Hummer, de sept pick-up, de trois camions militaires, de deux minibus, d'une ambulance, de deux motos et de deux VBIED.
Deux volontaires occidentaux figurent parmi les morts dans les rangs des YPG : un Australien, nommé Ashley Johnston, tombé le 24 février,,, et un ancien militaire britannique nommé Konstandinos Erik Scurfield, tombé le 3 mars,.

## Suites
Le 17 mars, un combat a lieu dans le village de Feb, au sud de Tall Hamis, au moins 11 hommes de l'EI sont tués selon l'OSDH.